# Miguel Busquet
Pour les articles homonymes, voir Busquet.
Miguel Busquets Terraza (né le 15 octobre 1920 au Chili et mort en décembre 2002,) est un joueur de football international chilien, qui évoluait au poste de défenseur.

## Biographie
En club, Busquets a évolué dans l'équipe chilienne de l'Universidad de Chile tandis qu'en international, il joue avec l'équipe du Chili durant la coupe du monde 1950 au Brésil après avoir participé aux Copa América 1945, 1947 et 1949.